# الشريان بين العظام الأمامي
الشريان بين العظام الأمامي (بالإنجليزية: Anterior interosseous artery)‏‏ هو شريان يتفرعُ من الشريان بين العظام الأصلي.

## معرض صور

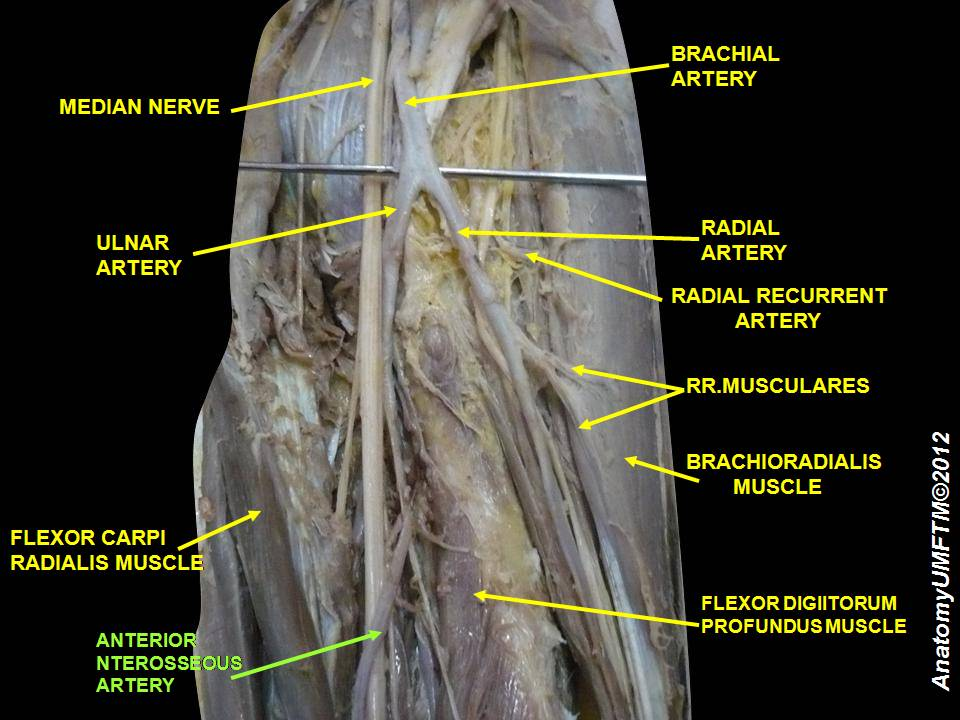
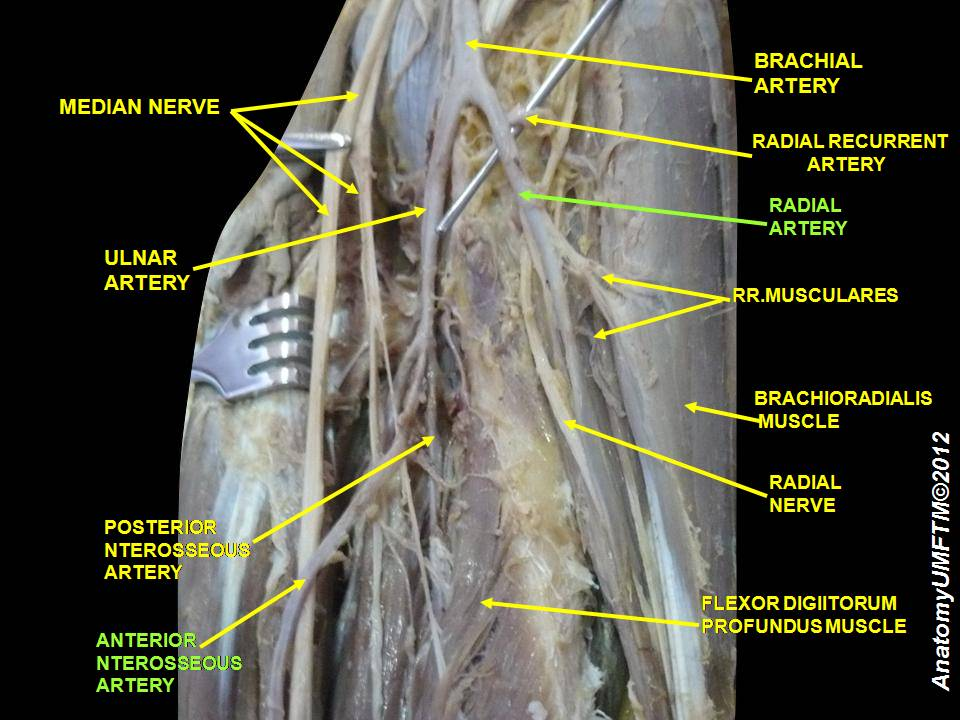
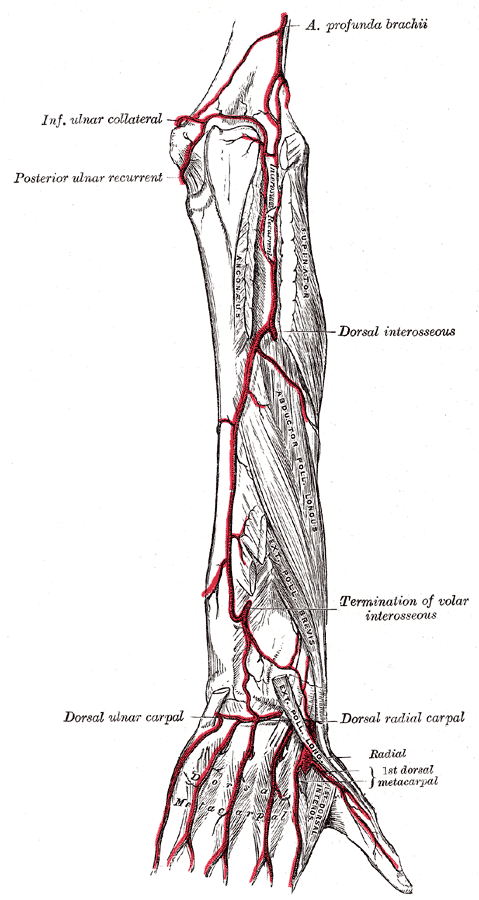
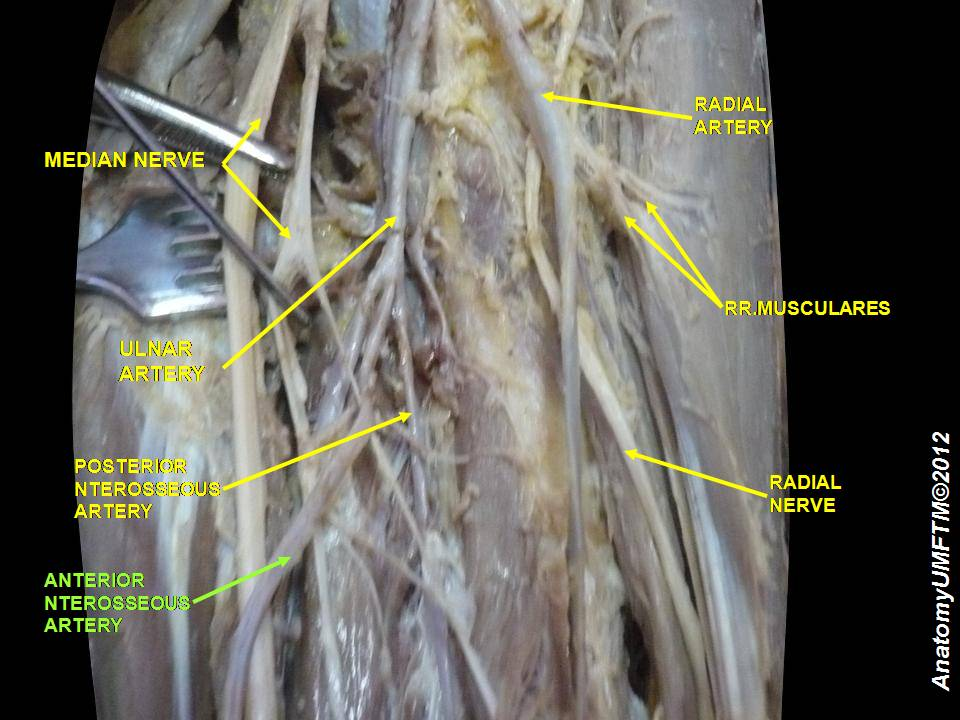